# Dischidia crassifolia
Dischidia crassifolia är en oleanderväxtart som beskrevs av Alexander Zippelius och Schltr.. Dischidia crassifolia ingår i släktet Dischidia och familjen oleanderväxter. Inga underarter finns listade i Catalogue of Life.